# 简·爱
《簡·愛》，19世紀英國文學著作，1847年出版，作者是英國女作家夏洛特·勃朗蒂，《簡·愛》是於1847年10月16日 以“柯勒·贝尔”这个男性化的筆名初次在倫敦Smith, Elder & Co.出版。第二年，该书於紐約的Harper & Brothers（今哈珀柯林斯的前身）出版，这是该書在美國首次出版。
《簡·愛》追隨著與書同名的女主角——簡·愛眾多情感與經驗，包括她成年期的成長，以及她與一個拜倫式英雄——荊棘園男主人羅徹斯特先生相愛的過程。作者對角色心理細膩的描寫，可以逐漸揭開簡內心的道德觀與精神上的感知。《簡·愛》革新了虛構小說的框架，透過早期詩歌的形式賦予了故事裡所有事件緊張的節奏和張力。夏綠蒂·勃朗特被譽為在故事裡最早使用私我意識的作家，也是詹姆斯·乔伊斯和馬塞爾·普魯斯特等文學作家的先輩。這本小說包含了有力的判斷和崇高的道德核心，并進行了許多社會批判。《簡·愛》在十九世纪中期，就賦予了簡這個角色具备獨特性和個體化的意志，並大方地討論階級歧視、性別、宗教、早期的女性主義。

## 情节
簡·愛是個孤女，從小被寄養在蓋茨海德莊園舅媽里德太太家，她在舅舅過世後總是受到舅母的殘酷對待並在十歲時被送進羅伍德（Lowood）寄宿學校，簡·愛面對院長布洛克赫的殘酷性格總是受到挫折，所幸她靠著堅強的意志受到好友海倫與貴人瑪莉亞·譚普爾的幫助下度過逆境，後來海倫因罹患肺病離世；之後簡·愛完成學業成為一名優秀的教師在孤兒院擔任教師兩年，但是她選擇去桑費爾德莊園（Thornfield Hall）受聘為教師。莊園的主人羅徹斯特是個性格陰鬱且又喜怒無常的人，他和簡·愛經常為某種思想辯論不休卻逐漸漫生情愫。有一天，里德太太因為痛失她的兒子而病倒陷入命危，她派人來找簡·愛要見她最後一面。里德太太給在臨終前對簡·愛未能善待她的事說聲道歉，並且告訴簡·愛自己在三年前欺騙她的叔父的經過感到後悔萬分，另一方面，羅徹斯特向簡·愛求婚，但是簡·愛發現羅徹斯特已經有合法妻子，而且他的妻子是一個受过精神創傷的精神病患者的真相下只好選擇離開桑費爾德莊園。
簡·愛她身無分文並遺失包裹沿途乞討，最後暈倒在牧師聖約翰家門前被聖約翰和他的兩個妹妹給救醒，還幫助她找到教師的工作。後來聖約翰發現簡·愛是他的表妹，簡·愛的叔父在過世時把所有遺產留給她，她又把遺產平分給她和她的三位表親戚，也拒絕表兄聖約翰向自己的求婚，簡·愛回到桑費爾德莊園時發現整個莊園已是一片廢墟也得知羅徹斯特的妻子跳樓自盡、羅徹斯特被燒瞎雙眼並失去一隻手。後來簡·愛找到羅徹斯特然後照料他，而羅徹斯特在簡·愛的照料下終於雙眼能夠看見，最後簡·愛與羅徹斯特結婚生下一個兒子，然後領養阿黛拉為養女過著幸福的生活。

## 主要角色
- 簡·愛（Jane Eyre）：女主角
- 里德先生（Mr. Reed）：舅舅，小說開始時已经逝世
- 莎拉·里德（Sarah Reed）：舅媽，經常對姪女簡·愛做些殘酷的對待，直至聽聞兒子去世後受到打擊病倒離世，臨終前向簡·愛未能照料她的事請求道歉。
- 約翰·里德（John Reed）：舅舅的兒子，在故事中是個糟糕的無賴，後來在倫敦結交損友然後欠債入獄下最後自盡。
- 愛麗莎·里德（Eliza Reed）：舅舅的女兒，崇尚簡樸隱居，最後成為修女
- 喬琪安娜·里德（Georgiana Reed）：舅舅的女兒，愛慕虛榮
- 貝西·李（Bessie Lee）：舅舅家的傭人，對待簡愛很好，後嫁給馬夫里蒙
- 洛伊德先生（Mr. Lloyd）：里德家的藥劑師，向里德舅媽建議將簡愛送去學校學習
- 布洛克赫斯特先生（Mr. Brocklehurst）：羅伍德孤兒院院長
- 瑪莉亞·譚普爾（Maria Temple）：羅伍德孤兒老師，簡·愛學生時期的貴人
- 史凱查小姐（Miss Scatcherd）：羅伍德孤兒院最差勁的教師
- 海倫·柏恩斯（Helen Burns）：簡·愛在孤兒院時的好友，憂傷而富有哲理，後因患上肺病而去世
- 愛德華·費爾法克斯·羅徹斯特（Edward Fairfax Rochester）：男主角，桑費爾德莊園主人
- 柏莎·安東娃妮塔·梅森（Bertha Antoinetta Mason）：羅徹斯特的髮妻，是一個瘋女人
- 阿黛兒·范倫（Adèle Varens）：羅徹斯特收養的法國小孩
- 愛麗絲·費爾法克斯（Alice Fairfax）：莊園管家
- 布蘭琪·英格蘭（Blanche Ingram）：羅徹斯特的緋聞對象
- 理查·梅森（Richard Mason）：柏莎的弟弟
- 葛瑞絲·普爾（Grace Poole）：看管柏莎的傭人
- 聖約翰·愛·李佛斯（St. John Eyre Rivers）：幫助離家的簡·愛的牧師，簡·愛的表哥。後來去印度傳教
- 黛安娜與瑪麗·李佛斯（Diana and Mary Rivers）：牧師的兩個妹妹
- 羅莎蒙·奧利佛（Rosamond Oliver）：對聖約翰懷有好感的對象
- 約翰·愛（John Eyre）：簡·愛的叔叔

## 背景

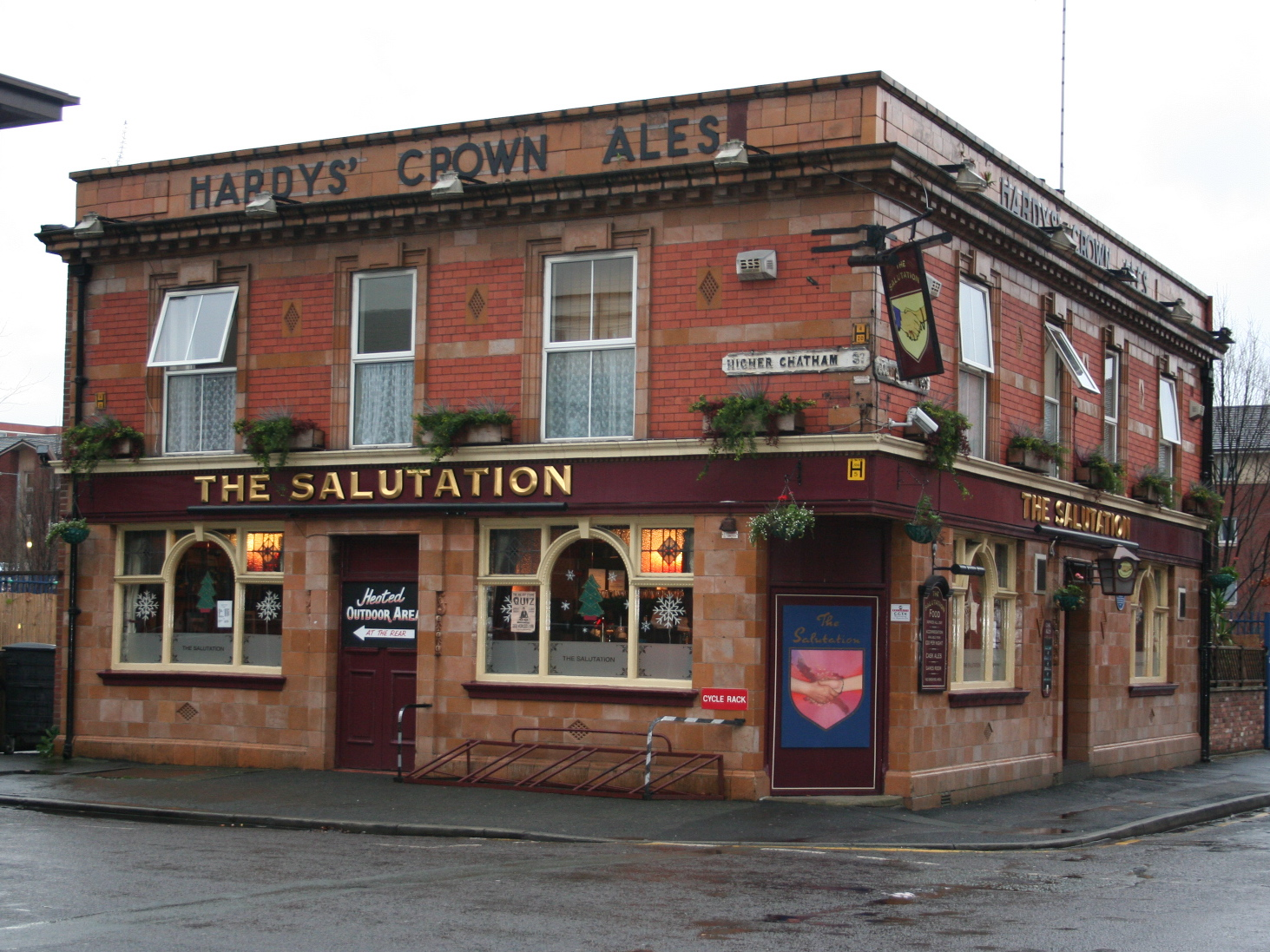
曼徹斯特哈姆（Hulme）地區的酒館“The Salutation”是勃朗特開始寫作《簡·愛》的地方。1840年代的時候，這個酒館是一所旅店

簡·愛被送往羅伍德寄宿學校的事情實際是作者的親身經歷，海倫·伯恩斯在學校死於肺結核（當時所謂的消耗病）一事也與作者的姐姐伊麗莎白及瑪麗的身世一模一樣，後者罹患同樣的疾病而早夭於蘭開夏小村柯文橋（Cowan Bridge）的牧師女兒學校（Clergy Daughters School）。布洛克赫斯特先生的原型就是這個學校的校長英格蘭牧師威廉·凱魯斯·威爾遜（Rev. William Carus Wilson，1791–1859）。約翰·里德的酗酒與逝世則可以從作者的弟弟布蘭維爾（Branwell）身上一窺究竟。最後，像簡·愛一樣，夏綠蒂·勃朗特也當過家庭教師。這些細節最早見於作者的朋友、作家伊麗莎白·蓋斯凱爾的著作《夏綠蒂·勃朗特傳》（The Life of Charlotte Brontë，1857）中。
桑費爾德莊園的靈感很可能來自英格蘭峰區哈瑟薩奇附近的北利斯莊園（North Lees Hall），夏綠蒂和她的朋友愛倫·納西在1845年夏曾到此地遊玩，並在1845年7月22日的一封信中有所提及。
據稱蘭開夏的韋科勒莊園（Wycoller Hall）是書中羅徹斯特先生隱居的芬丁莊園（Ferndean Manor）的原型，這兩個莊園主人都有相似的遭遇，韋科勒莊園的主人亨利·坎利夫（Henry Cunliffe）在1770年代繼承此地，1818年逝世于此。實際上坎利夫的一名家屬名字就是伊麗莎白·愛（Elizabeth Eyre）。
羅徹斯特先生原配點火引燃床幃的情節在1830年8月夏綠蒂自己出版的《The Young Men's Magazine》第二號中就已經出現了。

## 譯本
《简·爱》在伦敦首次出版后，引起很大反响。第二年（1848年），纽约的哈珀兄弟出版公司出版了该小说最早的美国版本。
1935年8月，郑振铎主编的《世界文库》开始连载李霁野全译本《简·爱自传》，上海生活书店出版。该小说开始以完整形象与中国读者见面。同年，上海商务印书馆出版了伍光建从英文版节译的《孤女飘零记》，凡38回，1927年作序。1950至1970年代，该书在中国大陆被列为禁书，译介呈萧条之状。1980年代以后，中国大陆文学翻译回暖，《简·爱》的汉译本也开始大量涌现。

## 评价
當時英國的《季度評論》認為此作有“明顯的反基督成分”。雖然作者本人只是想藉助此作來反抗維多利亞時代的生活方式，但《季度評論》依舊認為此作實在過於激進，是對傳統人世及神學權威的挑戰。《簡·愛》後來成為了英語名著，亦是常見的英語世界國家中學教材。2003年BBC的大閱讀調查中，该书排在第10位。